# Công nghiệp âm nhạc Đông Á
Ngành công nghiệp âm nhạc Đông Á, khu vực bao gồm các vùng Trung Quốc, Đài Loan, bán đảo Triều Tiên và Nhật Bản, là một ngành kinh tế phát triển nhanh chóng khi là quê nhà của một vài thị trường âm nhạc lớn nhất thế giới.

## Cột mốc

Khu vực Đông Á

Năm 2003, Hàn Quốc trở thành thị trường âm nhạc đầu tiên trên thế giới khi doanh thu nhạc số vượt lên trên doanh thu từ các định dạng đĩa thuần.
Năm 2013, Nhật Bản lần đầu tiên vượt Mỹ để trở thành thị trường âm nhạc lớn nhất thế giới, theo báo cáo của Liên đoàn Công nghiệp thu âm quốc tế. Tuy nhiên Mỹ vẫn là thị trường âm nhạc lớn nhất nếu tính cả phí tải nhạc hợp pháp.
Năm 2015, thị trường nhạc số tại Trung Quốc được kỳ vọng đạt giá trị 2,1 tỉ đô la Mỹ. Trung Quốc được mong đợi sẽ trở thành một trong những thị trường âm nhạc lớn nhất thế giới cho đến năm 2020.

## Trái ngược với ngành công nghiệp âm nhạc toàn cầu
Mặc dù doanh thu từ đĩa thuần (đơn cử như đĩa CD) trên toàn cầu đã và đang sụt giảm trong những năm gần đây, thì tại khu vực Đông Á (đặc biệt là Nhật Bản và Hàn Quốc) doanh thu bán đĩa thuần lại được giữ ở mức ổn định.
Liên đoàn Công nghiệp thu âm quốc tế giải thích hiện tượng này là do "các fan K-pop muốn những đĩa CD chất lượng cao và những bộ hộp sang trọng".
Trích lời một vị giám đốc âm nhạc của hãng thu âm Universal Music Group thì đĩa CD đang trở thành "thứ hàng hoá mới ở châu Á".

## Tranh cãi
Một vài cuộc tranh luận đã nổ ra về cái cách mà ngành công nghiệp này đối xử với nghệ sĩ của họ.

### Kiểm soát đời tư của nghệ sĩ
Không có gì là bất thường khi các hãng thu âm ngăn cấm nghệ sĩ nhạc pop hẹn hò trong một khoảng thời gian nhất định hoặc miễn là họ đã ký hợp đồng với công ty. Tại Nhật Bản, các nhà quản lý sẽ ra sức ngăn cản nghệ sĩ của họ đi hẹn hò hay cam kết ứng xử có khả năng bôi bẩn hình ảnh nghệ sĩ, bằng việc duy trì một lịch trình bận rộn và chỉ để các nghệ sĩ biết về lịch làm việc của mình một lần trong ngày. Những nghệ sĩ phá vỡ quy tắc này, như trường hợp thành viên Minami Minegishi của nhóm nhạc AKB48 có nguy cơ bị buộc rời khỏi nhóm hay kết thúc hợp đồng.
Hàn Quốc cũng có những luật lệ tương tự đối với giới nghệ sĩ nhạc pop. Tuy các nghệ sĩ có nhiều tự do hơn trong việc hẹn hò và lập gia đình, nhưng nhà quản lý lại có quyền kiểm soát mạnh mẽ lên đời tư và cách ứng xử của họ. Ở Đài Loan, giới nghệ sĩ cũng được kỳ vọng sẽ phải cư xử đúng mực, vì họ không được nói về các chủ đề cấm kỵ, chẳng hạn như chính trị.

## Xếp hạng
Bảng dưới đây liệt kê tổng doanh thu của các thị trường âm nhạc Đông Á:
| Thứ hạng | Quốc gia             | Doanh thu năm 2012 (triệu đô la Mỹ) | Tỉ lệ tăng trưởng | Nguồn  |
| -------- | -------------------- | ----------------------------------- | ----------------- | ------ |
| 1        | Nhật Bản             | 4420                                | 4%                | [ 11 ] |
| 2        | Hàn Quốc             | 187,5                               | -4,3%             | [ 12 ] |
| 3        | Trung Quốc (đại lục) | 92                                  | 9%                | [ 11 ] |
| 4        | Đài Loan             | 56                                  | 1,2%              | [ 13 ] |
| 5        | Hồng Kông            | 37                                  |                   | [ 13 ] |